# Going Hollywood
Going Hollywood is een Amerikaanse muziekfilm uit 1933 onder regie van Raoul Walsh.

## Verhaal
Lerares Sylvia Bruce is op zoek naar de ware liefde. Als ze Bill Williams hoort op de radio, gaat ze naar hem op zoek. Bill is intussen naar Hollywood vertrokken om er een film te maken. Sylvia geeft niet op en reist hem achterna. Om hem te kunnen spreken doet ze mee aan audities voor een plaats in zijn filmkoor. Als Bills tegenspeelster wegvalt, kan Sylvia zelfs een filmster worden.

## Rolverdeling
| Acteur        | Personage       |
| ------------- | --------------- |
| Marion Davies | Sylvia Bruce    |
| Bing Crosby   | Bill Willams    |
| Fifi D'Orsay  | Lili Yvonne     |
| Stuart Erwin  | Ernest P. Baker |
| Ned Sparks    | Conroy          |
| Patsy Kelly   | Jill            |
| Bobby Watson  | Thompson        |